# شاه غلدي (تشناران)
شاه غلدي (بالفارسية: شاه گلدی) هي قرية تقع في قسم بيزكي الريفي (مقاطعة تشناران) في إيران. يقدر عدد سكانها بـ 15 نسمة بحسب إحصاء 2016.